# Oblík (Böhmisches Mittelgebirge)
Der Oblík (deutsch Hoblik, 509 m) ist ein markanter Berg im sog. Launer Teil des Böhmischen Mittelgebirge (České středohoří) in Tschechien. Seit 1967 besteht das Nationale Naturreservat Oblík.

## Lage und Umgebung
Der Oblík befindet sich etwa sechs Kilometer nördlich von Louny (Laun) und zwölf Kilometer südöstlich von Most (Brüx) im linkselbischen Böhmischen Mittelgebirge. Unmittelbar am Fuß des Berges liegt die Gemeinde Raná (Rannay) sowie die kleinen Orte Mnichov (Minichhof) und Chraberce. Benachbarte Berge sind der Raná (Rannayer), Srdov (Langer Berg), Brník (Buschberg) und der durch einen Steinbruch dezimierte Tynecký Chlum.
Bis 1945/46 verlief am Oblík die Grenze zwischen deutschem und tschechischem Sprachgebiet. Nach der Angliederung des Sudetenlandes an Deutschland zum 1. Oktober 1938 verlief über den Oblík die neue Staatsgrenze.

## Naturschutz
Seit 1967 steht der Berg auf 20,5 ha als Nationales Naturreservat unter staatlichem Schutz. Unter Schutz stehen sowohl die Trockenrasen der Südseite mit ihrer wärmeliebenden Steppenvegetation als auch die mit einem schütteren Laubwald bedeckte Nordseite. Charakteristisch für das Schutzgebiet sind auch die ausgedehnten Bestände von Heckenrose und Schlehdorn, die vielen bedrohten Vogelarten eine Heimstatt bieten.
Berühmt ist der Oblík vor allem für seinen reichen Bestand des Frühlings-Adonisröschens (Adonis vernalis) am Fuß der Süd- und Ostseite sowie auf dem Gipfel, welches hier an der Nordwestgrenze seines Verbreitungsgebietes vorkommt. Weitere typische Pflanzen der Trockenrasen sind die endemische böhmische Wiesen-Kuhschelle (Pulsatilla pratensis bohemica), die Purpur-Königskerze (Verbascum phoeniceum) das Echte Federgras (Stipa pennata) und der Steppenwildhafer (Avenastrum desertorum). Das heutige Bild stellt das Ergebnis einstiger Bewirtschaftung u. a. als Weideland dar. Zur Bewahrung der Flora trägt seit 1977 die Beweidung bei, die u. a. die Verbreitung des Frühlings-Adonisröschen fördert. Beeindruckend sind die silbrig wogenden Federgräser von Ende Mai bis Mitte Juni.
Der Laubwald der Nordseite wird hauptsächlich von Traubeneiche, Bergahorn und Esche dominiert. Beachtenswert ist das Vorkommen einiger seltener Frühlingsblüher im Unterholz, wie Gelbes Windröschen (Anemone ranunculoides), Leberblümchen (Hepatica nobilis), Hohe Schlüsselblume (Primula elatior), Frühlings-Platterbse (Lathyrus vernus) und verschiedene Arten von Veilchen. Im Sommer blüht dort auch die Türkenbundlilie (Lilium martagon). 

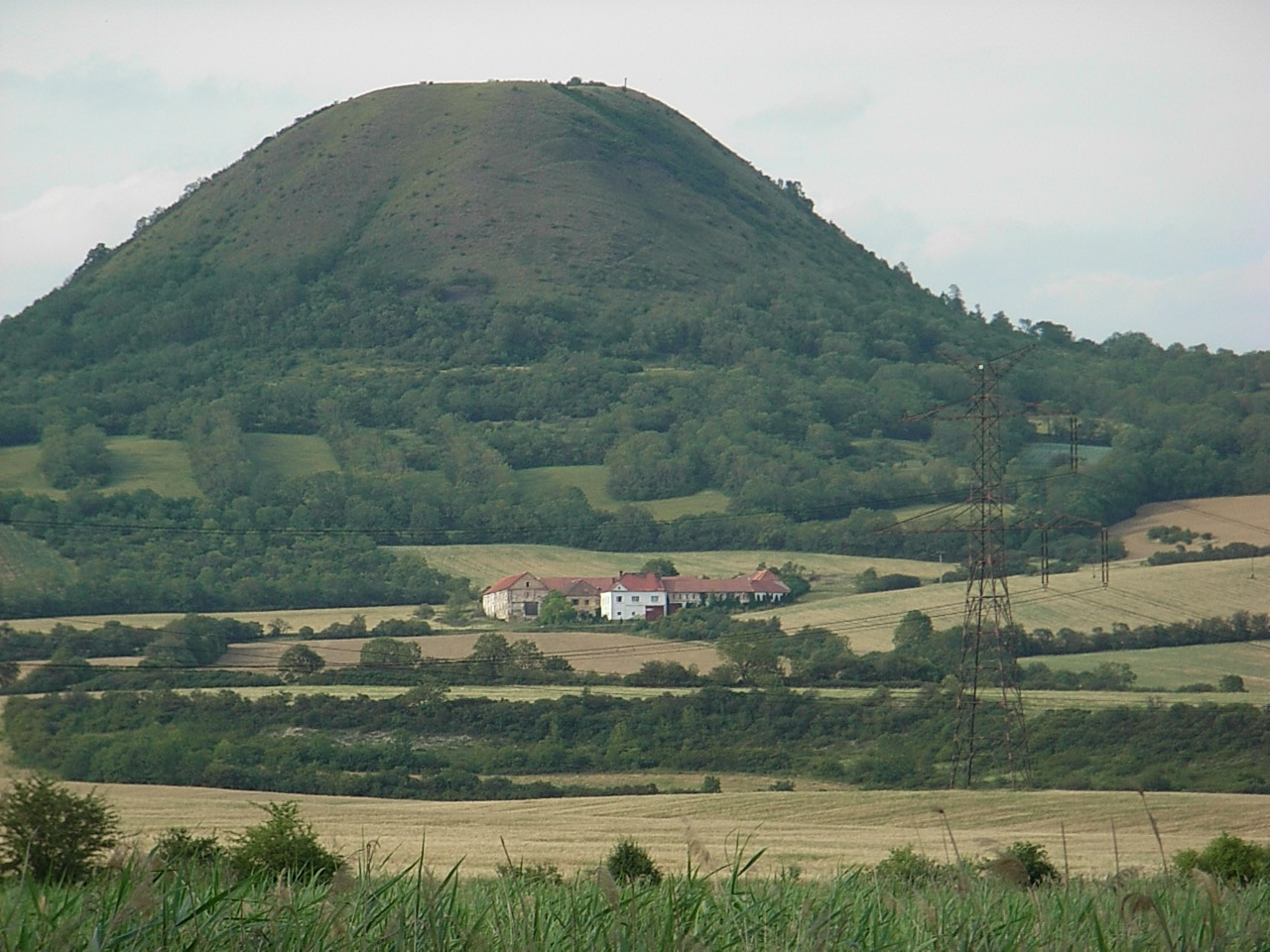
Südflanke mit Gutshof Oblík

## Wege zum Gipfel
Der Oblík ist erst seit wenigen Jahren wieder das Ziel markierter Wanderwege. Seitdem führt eine von Louny kommende und weiter nach Mnichov verlaufende grün markierte Wanderroute zum Oblík. Bemerkenswert ist der alte, in Serpentinen angelegte Pfad in der steilen Südflanke.
Der Aufstieg in der Westseite entlang eines unmarkierten, extrem steilen Pfades sollte aus Naturschutzgründen nicht begangen werden.